# 哈拉尔德·克拉梅尔
哈拉尔德·克拉梅尔（瑞典語：Harald Cramér，1893年9月25日—1985年10月5日）是瑞典数学家、精算師和统计学家，专研数学统计学。克拉梅尔也从统计学方面有杰出贡献於素数和孪生素数的分佈问题。約翰·金曼形容他是「統計理論的巨人之一」。